# Peter Watkins
Peter Watkins, född 29 oktober 1935 i Norbiton, Kingston upon Thames, är en engelsk filmregissör. Watkins vann en Oscar för bästa dokumentär, för dramadokumentären Krigsspel 1966. Watkins bodde och verkade under stora delar av 1970-talet i Skandinavien.
Watkins har iscensatt historiska eller framtida händelser som fingerade TV-reportage, vilket gett dem en autentisk prägel och samhällsengagerad aktualitet. 

## Filmografi i urval
- Culloden (1964)
- Krigsspel (1965)
- Privilege – idol och rebell (1967)
- Gladiatorerna (1969)
- Straffparken (1971)
- Edvard Munch (1974)
- Fällan (1975)
- 70-talets människor (1975)
- Aftonlandet (1976)
- Resan (1988)
- The Media Project (1991)
- Fritänkaren – filmen om Strindberg (1994)
- La commune (Paris, 1871) (2000)